# Мемориальный комплекс «Брестская крепость-герой»
Мемориальный комплекс «Брестская крепость-герой» — государственный музей в городе Брест, на территории бывшей Брестской крепости, посвящённый одним из самых трагических событий в истории Великой Отечественной войны (1941—1945), место памяти подвига советских воинов-защитников Родины.
Объекты мемориала занесены в Государственный список историко-культурных ценностей Республики Беларусь.
Адрес : ул. Героев обороны Брестской крепости, д. 60.

## История
Предшественником мемориального комплекса стал Музей обороны Брестской крепости, открытый 8 ноября 1956 года. С 1956 по 1963 год прошли ряд всесоюзных конкурсов проектов создания мемориала.
К 20-летию освобождения Белоруссии от немецко-фашистских захватчиков был объявлен сбор средств на сооружение памятника героическим защитникам Брестской крепости.
Мемориальный комплекс открыт 25 сентября 1971 года.
Творческий коллектив скульпторов и архитекторов по созданию мемориального ансамбля «Защитникам Брестской крепости» с 1965 года возглавлял известный советский скульптор Александр Кибальников (1912—1987), он же стал автором трёх главных композиций — «Солдат», «Жажда» и обелиск «Штык». В создании мемориала участвовали скульпторы А. О. Бембель, В. Бобыль, архитекторы В. А. Король, В. П. Занкович, В. М. Волчек, Ю. И. Казаков, О. Стахович, Г. В. Сысоев, главный конструктор проекта М. Гордин, М. Метс, инженер-светотехник Л. Рошаль
При открытии в числе почётных гостей присутствовали около 600 ветеранов Брестского гарнизона 1941 года, среди них защитники крепости (М. И. Мясников, П. М. Гаврилов), члены семей погибших, республиканские власти, делегации городов-героев, всех областей Белорусской ССР, писатель С. С. Смирнов, ветераны войны и труда. В день открытия мемориала был зажжён Вечный огонь, почётную миссию исполнил Первый секретарь Центрального Комитета Коммунистической партии Белоруссии П. М. Машеров. Директором мемориальной комплекса стал Геннадий Панасюк.
Планировалось позднее создать вторую очередь мемориала, с открытием первой торопились, ибо очень ждавшие создания мемориала ветераны войны уходили из жизни.
В 1999 году филиалом мемориала стал 5-й форт крепости.
22 июня 2011 года был открыт памятник «Героям границы, женщинам и детям, мужеством своим в бессмертие шагнувшим», на открытии присутствовал Президент Белоруссии.
22 июня 2014 года в составе мемориала открыта экспозиция в юго-восточной казарме «Музей войны — территория мира».
22 сентября 2021 года в связи с 50 -летием основания Мемориального комплекса он был награжден Орденом Франциска Скорины.
К 2005 году на территории мемориала восстановлен Свято-Николаевский гарнизонный собор.

## Экспозиция
Мемориал занимает территорию Центрального острова Брестской крепости — Цитадели, и восточную часть Кобринского укрепления крепости. Территория мемориала около 70 га.
Произведения монументальной скульптуры и архитектуры гармонично вписаны в руины бывших крепостных сооружений.
Основными объектами мемориала являются
- Главный вход, оформленный в виде огромной звезды, прорезанной сквозь бетонный блок. В этом месте звучит песня А. В. Александрова «Священная война» и правительственное сообщение о нападении на Советский Союз войск немецко-фашистской Германии[10].
- Скульптурная композиция «Жажда» — советский солдат, опирающийся на автомат и пытающийся дотянуться до воды, чтобы зачерпнуть её каской. Мужественные защитники крепости, лишённые еды и питья, на протяжении многих дней держали оборону[10].
- Главный монумент «Мужество» — погрудная скульптура советского воина высотой 33,5 м, на обратной стороне её установлены рельефные композиции отдельных эпизодов героической обороны крепости 1941 года[10].
- Штык-обелиск высотой 100 метров[10].
- Трёх-ярусный комплекс гранитных плит над захоронением останков 1038 погибших при обороне крепости (июнь-июль 1941 года), из них известны и указаны имена лишь 276 воинов, остальные похоронены как неизвестные.

Ежегодно, 22 июня, в Бресте проходит историческая реконструкция последнего мирного дня 1941 года для советских людей, а в минуты начала войны, в 4 часа утра, в крепости включается метроном и проводится траурный митинг<ref name="Спутник">.
В мемориальном комплексе сохранены фортификационные объекты бывшей крепости: Юго-восточная, Южная с Холмскими и Тереспольскими воротами. Юго-западная и северо-восточная воинские казармы, пороховые погреба, Восточный форт на Кобринском укреплении, Восточный вал.
В фондах музея на конец 2015 года насчитывают более 88 тысяч музейных предметов об обороне Брестской крепости, её строительстве, освобождении Бреста в 1944 году от немецко-фашистских оккупантов, о современной жизни мемориала. Собраны нумизматическая и фото коллекции, библиотека, документальный архив, более 1500 предметов искусства (в том числе около двухсот произведений заслуженного деятеля искусств Беларуси П. С. Дурчина), оружие, находки в раскопках (предметы быта, оружие защитников крепости, оплавленный огнемётами кирпич, сплавы пуль, гильз, осколки снарядов).
В фондах — найденный в 1949 году во время разборки руин у Тереспольских ворот комсомольский билет А. Наганова и обнаруженное в 1956 году в казематах Восточного форта боевое знамя 393 отдельного зенитно-артиллерийского дивизиона.
В 1990 году архив германского города Потсдам передал в Мемориал доклад командующего 4-й армией генерал-фельдмаршала фон Клюге о боях за крепость Брест-Литовск за 07 августа 1941 года; донесение о взятии Брест-Литовска в июне 1941 года.
Особо ценные реликвии — воспоминания участников обороны крепости, записанные писателем С. С. Смирновым.

## Галерея
- Главный монумент «Мужество»
- рельефные композиции эпизодов героической обороны крепости 1941 года
- Скульптурная композиция «Жажда»
- Захоронения защитников крепости 1941 года
- мемориальная доска последним защитникам крепости в июле 1941 года